# Tour della nazionale maschile di rugby a 15 dell'Australia 2017

## Risultati
| Arbitro: | Nick Briant |

|                                   |      |                                                                                          |
| v.d. Walt 44’ Mafi 68’ Himeno 80’ | mt   | 5’, 50’ Kerevi 11’ Speight 24’ Polota-Nau 32’, 39’, 56’ Kuridrani 61’ Phipps 64’ Simmons |
| Matsuda 44’ Tamura 68’, 80’       | tr   | 5’, 11’, 24’, 32’, 39’, 50’, 56’, 61’, 64’ Hodge                                         |
| Matsuda 17’, 48’, 53’             | c.p. |                                                                                          |

| Arbitro: | Glen Jackson |

|                        |      |                                                 |
| S. Evans 16’ Amos 79’  | mt   | 12’ Polota-Nau 21’ Coleman 40’ Hooper 62’ Beale |
| Halfpenny 16’          | tr   | 12’, 21’, 62’ B. Foley                          |
| Halfpenny 8’, 37’, 51’ | c.p. | 33’ Hodge                                       |

| Arbitro: | Ben O'Keeffe |

|                                      |      |                        |
| Daly 53’ Joseph 71’ May 78’ Care 80’ | mt   |                        |
| O. Farrell 53’, 71’                  | tr   |                        |
| O. Farrell 6’, 32’                   | c.p. | 48’ Hodge 63’ B. Foley |

| Arbitro: | Pascal Gaüzère |

|                                                                                         |      |                                         |
| McGuigan 15’, 60’ Price 39’ Maitland 45’ Gray 48’ H. Jones 55’ Barclay 74’ McInally 79’ | mt   | 33’, 36’ Kuridrani 42’ Beale 68’ Timani |
| Russell 15’, 39’, 48’, 74’, 79’                                                         | tr   | 33’, 68’ B. Foley                       |
| Russell 14’                                                                             | c.p. |                                         |